# Cutbert Martin O’Gara
Cutbert Martin O’Gara CP (* 1. April 1886 in Ottawa, Ontario, Kanada; † 13. Mai 1968 in Teaneck, New Jersey, Vereinigte Staaten) war ein kanadischer Geistlicher.
O’Gara war der Sohn von Matin und Margaret Vowes O’Gara.
Am 17. Oktober 1913 trat er in das Passionistenkloster in West Hoboken, New Jersey, ein und legte am 18. Oktober 1914 seine Profess ab. Am 26. Mai 1915 weihte John Joseph O’Connor ihn zum Priester.
Von 1917 bis 1924 unterrichtete er passionistische Seminaristen in Theologie, kanonischem Recht und der Heiligen Schrift. 1924 wurde er in die Passionistenmission in Hunan, China, gesandt. Während des Pontifikates von Pius XI. wurde er am 12. Februar 1930 zum Apostolischen Präfekten gewählt. Am 28. Mai 1934 ernannte der Papst ihn zum Titularbischof von Elis und Apostolischen Vikar von Shenchow. Am 28. Oktober 1934 weihte Mario Zanin, Apostolischer Delegat in China, ihn zum Bischof. Mitkonsekratoren waren Eugenio Massi OFM, Apostolischer Vikar von Hankou, und Raffaele Angelo Palazzi OFM, Apostolischer Vikar von Hengchow. Am 10. Dezember 1934 änderte der Papst den Namen des Vikariats in Yüanling. 1941 wurde er von den Japanern in Hongkong inhaftiert. Am 11. April 1946 erhob der Papst das Apostolische Vikariat zum Bistum Yuanling und ernannte O’Gara zum ersten und bis jetzt einzigen Bischof.
Bis 1949 koordinierte er den Dienst von über sechzig Passionistenpatern und verschiedenen Schwestern in etwa fünfzehn Missionsstationen, mehreren Schulen, zwei Krankenhäusern und dreizehn Flüchtlingslagern. Finanzielle Unterstützung kam von der Zeitschrift der Passionisten The Sign. Als die chinesischen Kommunisten 1949 die Macht erlangten, wurde er als „Imperialist“ abgestempelt und von 1951 bis 1953 inhaftiert, bevor er freigelassen wurde. 1953 erklärte ihn Bischof Fulton J. Sheen zum „trockenen Märtyrer“ – zu jemandem, der den Märtyrertod erlitt, ohne Blut zu vergießen. Als starke Stimme der amerikanischen katholischen China-Lobby, die die chinesischen Nationalisten unterstützte, sprach er sich gegen die chinesischen Kommunisten aus.
O’Gara nahm an allen vier Sitzungsperioden des Zweiten Vatikanischen Konzils als Konzilsvater teil.